# Subaru FF-1 Star
Subaru FF-1 Star – subkompaktowy samochód osobowy produkowany przez japońską firmę Subaru w latach 1970-1973. Dostępny jako 2- i 4-drzwiowy sedan. Do napędu użyto silnika B4 o pojemności 1,1 litra. Moc przenoszona była na oś przednią poprzez 4-biegową manualną skrzynię biegów. Samochód został zastąpiony przez model Leone.

## Dane techniczne

### Silnik
- B4 1,1 l (1088 cm³), 2 zawory na cylinder, OHV
- Układ zasilania: gaźnik
- Średnica cylindra × skok tłoka: 76,00 mm × 60,00 mm
- Stopień sprężania: 9,0:1
- Moc maksymalna: 63 KM (46 kW) przy 6000 obr./min
- Maksymalny moment obrotowy: 85 N•m przy 3200 obr./min

### Osiągi
- Przyspieszenie 0-80 km/h: 9,6 s
- Czas przejazdu pierwszych 400 m: 18,7 s
- Prędkość maksymalna: 145 km/h